# Pterisemoppa
Pterisemoppa is een geslacht van vliesvleugeligen uit de familie Pteromalidae. De wetenschappelijke naam van dit geslacht is voor het eerst geldig gepubliceerd in 1933 door Girault.

## Soorten
Het geslacht Pterisemoppa omvat de volgende soorten:
- Pterisemoppa australiensis (Girault & Dodd, 1915)
- Pterisemoppa malpighii (Girault, 1939)
- Pterisemoppa poeta Girault, 1933